# Sân vận động 974
Sân vận động 974 (tiếng Ả Rập: استاد ٩٧٤, đã Latinh hoá: ʾIstād 974, trước đây được gọi là Sân vận động Ras Abu Aboud), là một sân vận động bóng đá xây dựng tạm thời ở Ras Abu Aboud, Doha, Qatar, cách Doha khoảng 10 km về phía đông. Khai trương vào ngày 30 tháng 11 năm 2021, đây là một địa điểm tạm thời, được làm từ 974 container vận chuyển tái chế, từng tổ chức các trận đấu trong Cúp bóng đá các quốc gia Ả Rập 2021 và Giải vô địch bóng đá thế giới 2022, sau đó việc tháo dỡ bắt đầu. Đây là địa điểm thi đấu tạm thời đầu tiên trong lịch sử FIFA World Cup.

## Thiết kế và xây dựng
Sân vận động được thiết kế bởi Fenwick Iribarren Architects. Được xây dựng trên một khu đất rộng 450.000 mét vuông bên bờ sông, nó có thiết kế mô-đun và kết hợp 974 container vận chuyển tái chế để tỏ lòng tôn kính với lịch sử công nghiệp của địa điểm và mã số điện thoại quốc tế của Qatar (+974). Một số container chứa các tiện nghi của sân vận động như phòng tắm và khu nhượng quyền. Toàn bộ cấu trúc sẽ được tháo dỡ và được thiết kế để lắp ráp lại ở nơi khác; đó là địa điểm tạm thời đầu tiên trong lịch sử FIFA World Cup.
Sân vận động là một trong tám sân vận động được xây dựng, cải tạo hoặc xây dựng lại cho Giải vô địch bóng đá thế giới 2022. Quá trình mua sắm để chuyển đổi sân vận động bắt đầu vào năm 2017. Việc xây dựng sân vận động có sự tham gia của Công ty Hợp đồng HBK (HBK), DCB-QA, Time Qatar, Fenwick Iribarren Architects (FI-A), Schlaich Bergermann Partner và Hilson Moran. Fenwick Iribarren Architects cho biết "ý tưởng là tránh xây dựng một "chú voi trắng", một sân vận động không được sử dụng hoặc sử dụng dưới mức sau khi giải đấu kết thúc, như đã xảy ra sau các kỳ World Cup trước."
Sân vận động đã nhận được xếp hạng bốn sao từ Hệ thống đánh giá tính bền vững toàn cầu (GSAS).

## Vi phạm nhân quyền
Theo một báo cáo được thực hiện bởi Equidem, những người lao động nhập cư làm việc tại Sân vận động 974 đã trả phí tuyển dụng bất hợp pháp.

## Lịch sử
Ban đầu, sân vận động được đặt tên là Sân vận động Ras Abu Aboud. Trong sự kiện mở cửa vào ngày 20 tháng 11 năm 2021, sân chính thức được đổi tên thành Sân vận động 974.
Trận đấu đầu tiên của sân được diễn ra vào ngày 30 tháng 11 năm 2021, ngày khai mạc của Cúp bóng đá các quốc gia Ả Rập 2021, giữa đội tuyển Các Tiểu vương quốc Ả Rập Thống nhất và Syria. Sân vận động đã tổ chức sáu trận đấu trong suốt giải đấu.
Sân vận động đã tổ chức bảy trận đấu tại Giải vô địch bóng đá thế giới 2022, bao gồm trận đấu giữa Brasil và Hàn Quốc ở Vòng 16 đội.

## Tương lai
Ban đầu người ta dự kiến rằng sân vận động được lắp ráp lại sẽ đến một nơi nào đó ở Châu Phi, nhưng có ý kiến cho rằng nó có thể được chuyển đến Uruguay, nơi nó có thể được sử dụng cho Giải vô địch bóng đá thế giới 2030 nếu đấu thầu Uruguay–Argentina–Chile–Paraguay thành công.

## Kết quả các giải đấu
Tất cả thời gian là địa phương, AST (UTC+3).

### Cúp bóng đá Ả Rập 2021
| Ngày                 | Giờ   | Đội số 1   | Kết quả                  | Đội số 2  | Vòng đấu      | Khán giả |
| -------------------- | ----- | ---------- | ------------------------ | --------- | ------------- | -------- |
| 30 tháng 11 năm 2021 | 22:00 | UAE        | 2 - 1                    | Syria     | Bảng B        | 4,129    |
| 3 tháng 12 năm 2021  | 19:00 | Mauritanie | 0 - 1                    | UAE       | Bảng B        | 3,316    |
| 4 tháng 12 năm 2021  | 19:00 | Sudan      | 0 - 5                    | Ai Cập    | Bảng D        | 14,464   |
| 7 tháng 12 năm 2021  | 18:00 | Jordan     | 5 - 1                    | Palestine | Bảng C        | 9,750    |
| 15 tháng 12 năm 2021 | 18:00 | Tunisia    | 1 - 0                    | Ai Cập    | Bán kết       | 36,427   |
| 18 tháng 12 năm 2021 | 13:00 | Ai Cập     | 0 - 0 (a.e.t.) (4 - 5 p) | Qatar     | Tranh hạng ba | 30,978   |

### World Cup 2022
Sân vận động 974 là địa điểm diễn ra 7 trận đấu của Giải vô địch bóng đá thế giới 2022.
| Ngày                 | Giờ   | Đội số 1   | Kết quả | Đội số 2  | Vòng đấu    | Khán giả |
| -------------------- | ----- | ---------- | ------- | --------- | ----------- | -------- |
| 22 tháng 11 năm 2022 | 19:00 | México     | 0 - 0   | Ba Lan    | Bảng C      | 39,369   |
| 24 tháng 11 năm 2022 | 19:00 | Bồ Đào Nha | 3 - 2   | Ghana     | Bảng H      | 42,661   |
| 26 tháng 11 năm 2022 | 19:00 | Pháp       | 2 - 1   | Đan Mạch  | Bảng D      | 42,869   |
| 28 tháng 11 năm 2022 | 19:00 | Brasil     | 1 - 0   | Thụy Sĩ   | Bảng G      | 43,649   |
| 30 tháng 11 năm 2022 | 22:00 | Ba Lan     | 0 - 2   | Argentina | Bảng C      | 44,089   |
| 2 tháng 12 năm 2022  | 22:00 | Serbia     | 2 - 3   | Thụy Sĩ   | Bảng G      | 41,378   |
| 5 tháng 12 năm 2022  | 22:00 | Brasil     | 4 - 1   | Hàn Quốc  | Vòng 16 đội | 43,847   |